# 恐怖社區
是一部2007年的美國恐怖驚悚電影，由D·J·克魯索執導，克里斯多福·B·藍登和卡爾·埃爾斯沃斯編劇。主演是西亞·李畢福、莎拉·露瑪、大衛·摩斯和凱莉-安·摩絲。
本片部分靈感來自1954年為亞弗列德·希區考克的經典之作《後窗》。

## 劇情
凯尔本来有着一个幸福的家庭，然而一年前当他們父子釣魚後车祸且父親因之而死后，他一直為此非常自责。一天，老师批评凯尔时无意提到了他父亲，他爆发了，衝動下揍了老师一頓。法院因其未成年及家庭將傷害罪只判罚在自家軟禁三个月。凯尔的母亲试图用工作冲刷掉悲伤，因此整天只有凯尔一个在家。百无聊赖的凯尔开始用他的望远镜偷窥邻居们的生活：风骚的女仆勾引男主人；三个小孩整天在家看A片；整天剪草的神经汉捏死在自己花园里打洞的兔子；长得鼻直口阔的美女天天游泳练瑜加等等。凯尔渐渐发现在这些邻居中了可能一个隐藏的连环杀手，危险也随之而来，並牽連到其母。他自己無法出門，只好由自己的好友及新認識的美女鄰居協力破案。

## 演員
- 西亞·李畢福 飾演 Kale Brecht
- 大衛·摩斯 飾演 Robert Turner
- 莎拉·露瑪（英语：Sarah Roemer） 飾演 Ashley Carlson
- 凱莉-安·摩絲 飾演 Julie Brecht
- 艾伦·柳 飾演 Ronnie Chu
- 維奧拉·戴維斯 飾演 Detective Parker
- 霍塞·帕布羅·坎蒂羅（英语：Jose Pablo Cantillo） 飾演 Officer Gutierrez
- 麥特·卡文（英语：Matt Craven） 飾演 Daniel Brecht
- Luciano Rauso、Brandon和Daniel Caruso 飾演 the Greenwood boys
- 凱文·奎因（英语：Kevin Quinn (actor)） 飾演 Mr. Carlson
- Elyse Mirto 飾演 Mrs. Carlson
- Suzanne Rico和肯特·夏克內克（英语：Kent Shocknek） 飾演 News Anchors
- Rene Rivera 飾演 Señor Gutierrez
- 阿曼達·沃爾什（英语：Amanda Walsh） 飾演 Minnie Tyco
- Charles Carroll 飾演 Judge
- Gillian Shure 飾演 Turner的俱樂部女孩
- Dominic Daniel 飾演 Policeman
- Lisa Robin 飾演 Big Wheel Mom
- Cindy Lou Adkins 飾演 Mrs. Greenwood

## 外部連結
- 互联网电影数据库（IMDb）上《Disturbia》的资料（英文）
- Official website
- Disturbia soundtrack （页面存档备份，存于） - Questions, answers and other music information.